# Grim Natwick
Myron « Grim » Natwick (16 août 1890, Wisconsin Rapids, Wisconsin - 7 octobre 1990, Los Angeles, Californie, d'une pneumonie) était un animateur et réalisateur américain ayant travaillé entre autres pour les J. R. Bray Studios et studios Disney. Grim est un surnom de son enfance qu'il a conservé comme pseudonyme.
Il est connu comme le créateur du personnage de Betty Boop, dans le court métrage Dizzy Dishes (1930) mais la création de Betty Boop a longtemps été crédité par erreur à Max Fleischer.

## Biographie
Dans les années 1930, il travaille sur la série des Betty Boop avant de rejoindre les studios Disney en 1934.

## Filmographie

### Comme animateur
- 1929 : Accordion Joe
- 1930 : Fire Bugs
- 1930 : Wise Flies
- 1930 : Dizzy Dishes
- 1930 : Swing You Sinners!
- 1930 : Mariutch
- 1930 : Mysterious Mose
- 1931 : Please Go 'Way and Let Me Sleep
- 1931 : Teacher's Pest
- 1931 : Tree Saps
- 1931 : Bimbo's Initiation
- 1932 : The Office Boy
- 1932 : Jack and the Beanstalk
- 1934 : Robin Hood, Jr.
- 1934 : Insultin' the Sultan
- 1934 : Reducing Creme
- 1934 : Cave Man
- 1934 : Aladdin and the Wonderful Lamp
- 1934 : Viva Willie
- 1934 : The King's Tailor
- 1935 : Old Mother Hubbard
- 1935 : Carnaval des gâteaux
- 1935 : Summertime
- 1935 : Mickey's Fire Brigade
- 1935 : The Three Bears
- 1935 : Simple Simon
- 1935 : Jazz Band contre Symphony Land
- 1935 : Broken Toys
- 1936 : Ali Baba
- 1936 : Dick Whittington's Cat
- 1936 : Little Boy Blue
- 1937 : Blanche-Neige et les Sept Nains
- 1938 : Mother Goose Goes Hollywood
- 1940 : The Fulla Bluff Man
- 1940 : Popeye Presents Eugene, the Jeep
- 1944 : Abou Ben Boogie
- 1944 : Ski for Two
- 1945 : Enemy Bacteria
- 1945 : Chew-Chew Baby
- 1945 : The Dippy Diplomat
- 1946 : Who's Cookin Who?
- 1946 : Bathing Buddies
- 1946 : The Reckless Driver
- 1946 : Fair Weather Fiends
- 1946 : The Wacky Weed
- 1947 : Smoked Hams
- 1947 : The Coo Coo Bird
- 1947 : Well Oiled
- 1947 : Solid Ivory
- 1950 : Trouble Indemnity (de)
- 1950 : The Popcorn Story
- 1950 : Bungled Bungalow
- 1951 : Rooty Toot Toot
- 1951 : Georgie and the Dragon
- 1954 : Spare the Child
- 1959 : Terror Faces Magoo
- 1963 : The Mighty Hercules série TV
- 1977 : Raggedy Ann and Andy: A Musical Adventure
- 1993 : Le Voleur et le Cordonnier (The Princess and the Cobbler)

### Comme réalisateur
- 1920 : Knock on the Window, the Door Is a Jamb
- 1920 : One Good Turn Deserves Another
- 1920 : The Dummy
- 1920 : The Rotisserie Brothers
- 1920 : Hypnotic Hooch
- 1920 : Yes Dear
- 1921 : The Chicken Thief
- 1939 : Les Voyages de Gulliver
- 1940 : Popeye Presents Eugene, the Jeep